# جيراردو ميراندا
جيراردو ميراندا (بالإسبانية: Gerardo Miranda)‏ لاعب كرة قدم إسباني متقاعد (ولد في نواكشوط في 16 نوفمبر من العام 1956) لعب في صفوف برشلونه ثمانية مواسم وكان افضلها موسم 1984 - 1985 ، اما دولياً فلعب ميراندا لمنتخب اسبانيا تسع مباريات لكن لم يتم استدعاؤه لأي بطولة كبرى مع المنتخب.

## روابط خارجية
- جيراردو ميراندا على موقع الاتحاد الدولي (مؤرشف)  (الإنجليزية)
- جيراردو ميراندا على موقع قاعدة بيانات كرة القدم.إي يو (الإنجليزية)
- جيراردو ميراندا على موقع ناشيونال فوتبول تيمز (الإنجليزية)
- جيراردو ميراندا على موقع عالم كرة القدم.نت (الإنجليزية)